# V767 Centauri
V767 Centauri (HD 120991) é uma estrela na constelação de Centaurus. Tem uma magnitude aparente de 6,10, podendo ser vista a olho nu em excelentes condições de visualização. Com base em medições de paralaxe pela sonda Gaia, está localizada a uma distância de aproximadamente 686 parsecs (2720 anos-luz) da Terra, com uma incerteza de 44 parsecs. Uma técnica alternativa, baseada no modelamento de sua luminosidade na faixa ultravioleta, fornece uma distância de 834 parsecs (2720 anos-luz), com uma incerteza de 20 parsecs.
V767 Centauri é uma estrela de classe B da sequência principal com um tipo espectral de B2Ve. É uma estrela massiva com cerca de 9 vezes a massa solar e tem uma idade estimada de 26 milhões de anos, já tendo completado 92% do tempo de sequência principal. Seu eixo de rotação tem uma inclinação baixa de 15° em relação à linha de visão, com o polo da estrela virado para a Terra. Com uma velocidade de rotação projetada de 70 km/s, isso implica uma alta velocidade de rotação equatorial, equivalente a 80% da velocidade crítica na qual a estrela entraria em colapso pela força centrífuga no equador. A rotação rápida produz distribuição não uniforme de gravidade superficial, temperatura e luminosidade ao longo da fotosfera, fazendo com que a luminosidade observada seja 20% maior do que se não houvesse rotação, e o raio 13% maior.
A notação 'e' no tipo espectral indica que V767 Centauri é uma estrela Be com linhas de emissão de Balmer em seu espectro, geradas a partir de um disco circunstelar relativamente frio (104 K) formado por material ejetado da estrela. O espectro ultravioleta mostra a presença de um forte e quente vento estelar de pelo menos 500 km/s na região polar da estrela, que deve interagir com o disco e estar relacionado com sua formação. V767 Centauri é uma estrela variável do tipo γ Cas e apresenta variações irregulares na magnitude aparente entre 5,84 e 6,28. Essas variações provavelmente são causadas por variações na emissão do disco e na extinção pelo envelope circunstelar.
Um possível campo magnético longitudinal fraco foi detectado em V767 Centauri, com intensidade de −85 ± 26 G. Esse campo magnético pode ser responsável por produzir a alta luminosidade de raios X de 3×1032 erg/s observada na estrela. Com isso, V767 Centauri pode ser classificada como uma análoga a γ Cas.
V767 Centauri pode formar um sistema binário com uma estrela B8V de magnitude aparente 11, separada por 21,4 segundos de arco.